# العلاقات البيلاروسية الكازاخستانية
العلاقات البيلاروسية الكازاخستانية هي العلاقات الثنائية التي تجمع بين روسيا البيضاء وكازاخستان.

## مقارنة بين البلدين
هذه مقارنة عامة ومرجعية للدولتين:
| وجه المقارنة                                              | روسيا البيضاء                    | كازاخستان                      |
| --------------------------------------------------------- | -------------------------------- | ------------------------------ |
| المساحة (كم2)                                             | 207.60 ألف                       | 2.72 مليون                     |
| عدد السكان (نسمة)                                         | 9.50 مليون                       | 17.95 مليون                    |
| الكثافة السكانية (ن./كم²)                                 | 45.76                            | 6.6                            |
| العاصمة                                                   | مينسك                            | نور سلطان                      |
| اللغة الرسمية                                             | اللغة البيلاروسية، اللغة الروسية | اللغة القازاقية، اللغة الروسية |
| العملة                                                    | روبل بلاروسي                     | تينغ كازاخستاني                |
| الناتج المحلي الإجمالي (بليون دولار)                      | 54.44 مليار                      | 159.41 مليار                   |
| الناتج المحلي الإجمالي (تعادل القوة الشرائية) بليون دولار | 168.35 مليار                     | 439.39 مليار                   |
| الناتج المحلي الإجمالي الاسمي للفرد دولار أمريكي          | 5.74 ألف                         | 10.51 ألف                      |
| الناتج المحلي الإجمالي للفرد دولار أمريكي                 | 18.18 ألف                        | 24.23 ألف                      |
| مؤشر التنمية البشرية                                      | 0.798                            | 0.788                          |
| رمز المكالمات الدولي                                      | +375                             | +7                             |
| رمز الإنترنت                                              | .by، .бел                        | .kz، .қаз ‏                     |
| المنطقة الزمنية                                           | ت ع م+03:00                      | ت ع م+05:00، ت ع م+06:00       |

## مدن متوأمة
في ما يلي قائمة باتفاقيات التوأمة بين مدن بيلاروسية وكازاخستانية:
- ترتبط موجيلوف مع شيمكنت باتفاقية توأمة منذ 1967.
- ترتبط بابرويسك مع أوسكمان باتفاقية توأمة منذ 8 يونيو 2012.

## منظمات دولية مشتركة
يشترك البلدان في عضوية مجموعة من المنظمات الدولية، منها:
| علم المنظمة | اسم المنظمة                               | تاريخ انضمام روسيا البيضاء | تاريخ انضمام كازاخستان |
| ----------- | ----------------------------------------- | -------------------------- | ---------------------- |
|             | الاتحاد البريدي العالمي                   | ?                          | ?                      |
|             | منظمة حظر الأسلحة الكيميائية              | ?                          | ?                      |
|             | الأمم المتحدة                             | 24 أكتوبر 1945             | 2 مارس 1992            |
|             | وكالة ضمان الاستثمار متعدد الأطراف        | 3 ديسمبر 1992              | 12 أغسطس 1993          |
|             | منظمة الشرطة الجنائية الدولية             | ?                          | ?                      |
|             | مؤسسة التمويل الدولية                     | 2 نوفمبر 1992              | 30 سبتمبر 1993         |
|             | الاتحاد الدولي للاتصالات                  | 7 مايو 1947                | 23 فبراير 1993         |
|             | البنك الدولي للإنشاء والتعمير             | 10 يوليو 1992              | 23 يوليو 1992          |
|             | رابطة الدول المستقلة                      | ?                          | ?                      |
|             | مجموعة الموردين النوويين                  | ?                          | ?                      |
|             | منظمة الأمن والتعاون في أوروبا            | 30 يناير 1992              | 30 يناير 1992          |
|             | المركز الدولي لتسوية المنازعات الاستشارية | 9 أغسطس 1992               | 21 أكتوبر 2000         |
|             | يونسكو                                    | 12 مايو 1954               | 22 مايو 1992           |

## وصلات خارجية
- موقع وزارة الخارجية البيلاروسية
- موقع وزارة الخارجية الكازاخستانية